# 롯데센터 하노이
롯데센터 하노이(Lotte Center Hanoi)는 베트남 하노이 시에 건설한 마천루이다.  하노이 시티 콤플렉스(Hanoi City Complex)라는 별칭으로도 부른다. 2010년 착공하여 2014년 완공하였으며, 2025년 기준, 경남 랜드마크 72에 이어 베트남에서 세 번째로 높은 빌딩이다..

## 갤러리

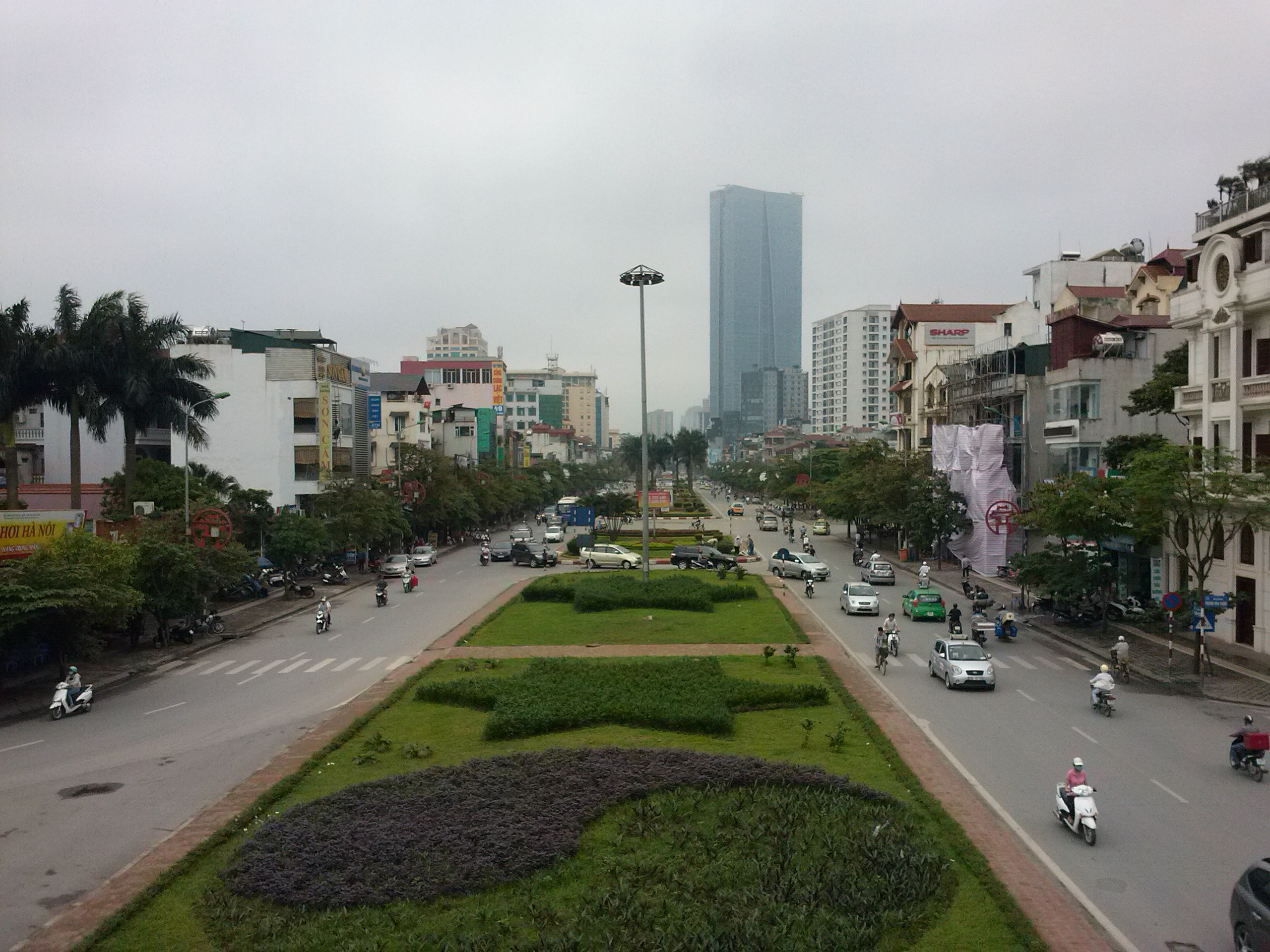
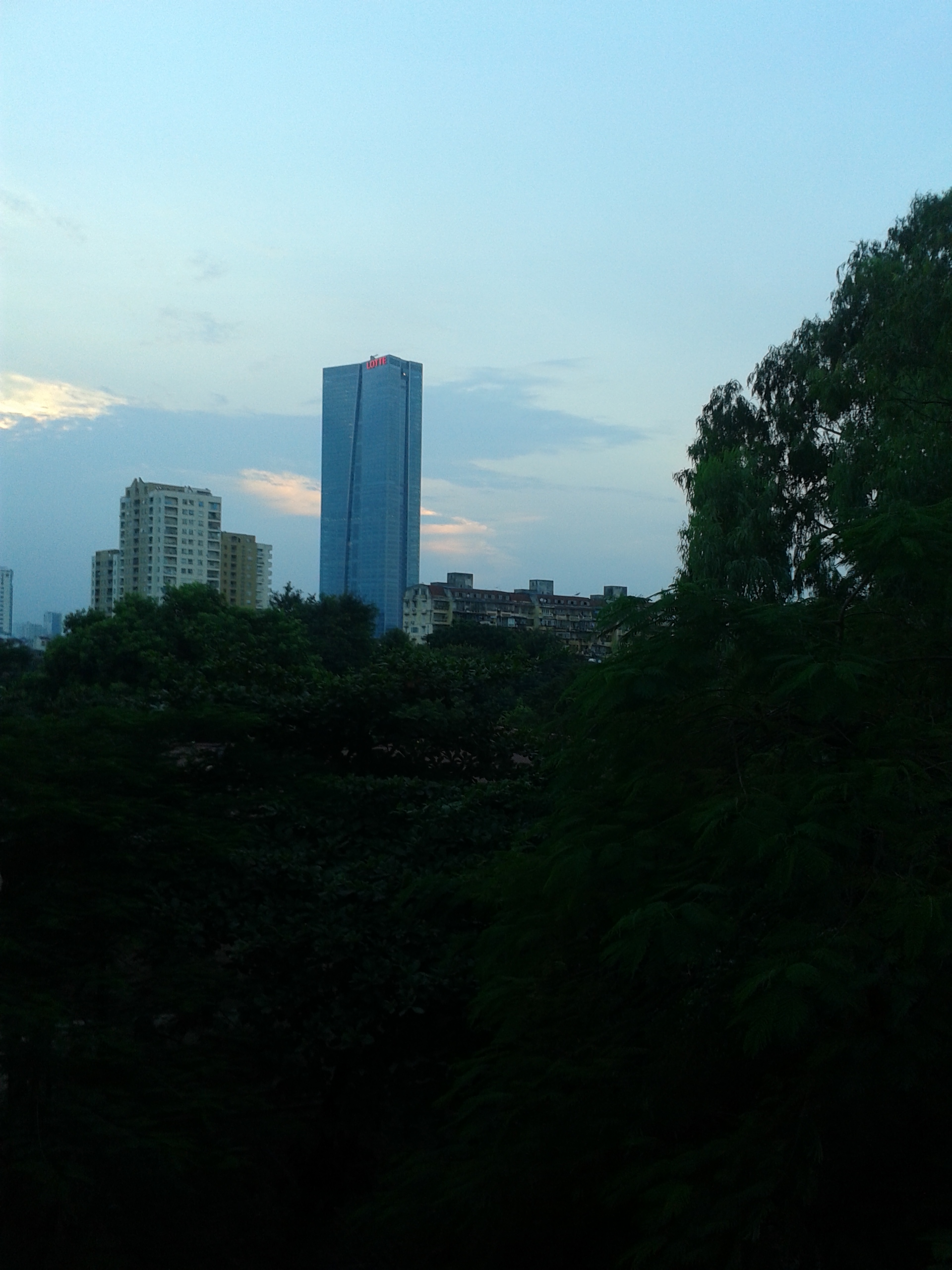
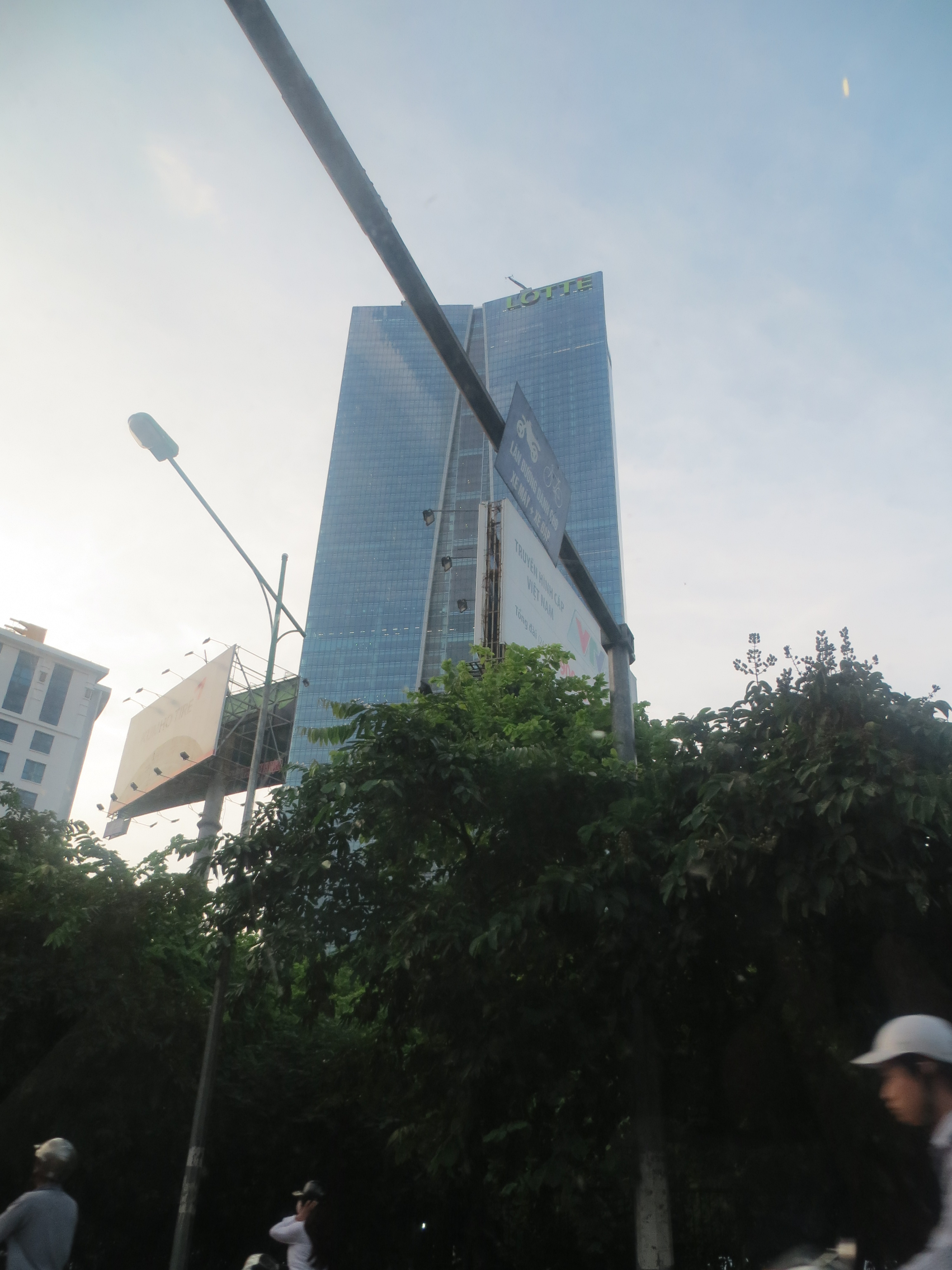
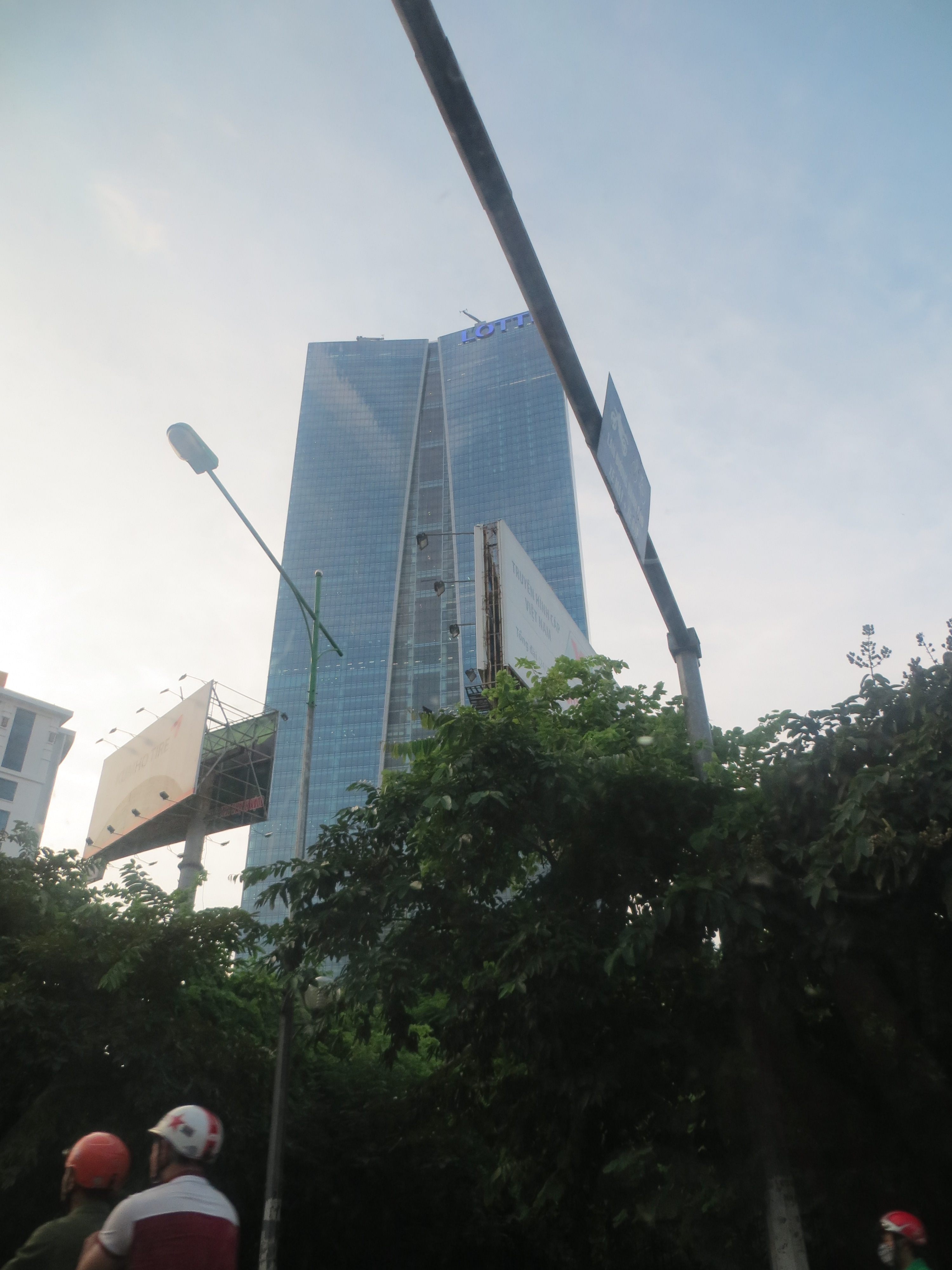

## 같이 보기
- 마천루 목록
- 롯데그룹